# SM UB-30
SM UB-30 – niemiecki jednokadłubowy okręt podwodny typu UB II zbudowany w stoczni Blohm & Voss w Hamburgu w roku 1915. Zwodowany 16 listopada 1915 roku, wszedł do służby w Kaiserliche Marine 16 marca 1916 roku. W czasie swojej służby, SM UB-30 odbył 19 patroli, podczas których zatopił 18 jednostek nieprzyjaciela.

## Budowa
SM UB-30 należał do typu UBII, który był następcą typu UB I. Był średnim jednokadłubowym okrętem przeznaczonym do działań przybrzeżnych, o prostej konstrukcji, długości 36,13 metra, wyporności w zanurzeniu 274 BRT, zasięgu 7030 Mm przy prędkości 5 węzłów na powierzchni oraz 45 Mm przy prędkości 4 węzłów w zanurzeniu. W typie UBII poprawiono i zmodernizowano wiele rozwiązań, uważanych za wadliwe w typie UBI. Zwiększono moc silników, zaś pojedynczy wał napędowy zastąpiono dwoma. Okręty serii od UB-30 do UB-41, budowane w stoczni Blohm & Voss w Hamburgu, miały zwiększoną szerokość i długość (do 36,90 metra), ich wyporność w zanurzeniu wzrosła do 303 BRT.

## Służba
Dowódcą okrętu został 18 marca 1916 roku mianowany Oberleutnant zur See Kurt Schapler. Schapler dowodził okrętem do 1 października 1916 roku. 8 maja jednostka został przydzielona do Flotylli Bałtyckiej i operowała w obszarze kanału La Manche, północnych wybrzeży Francji oraz Morza Celtyckiego.
2 października 1916 roku drugim dowódcą UB-30 został mianowany Oberleutnant zur See Cassius von Montigny.
Pierwszym zatopionym przez UB-30 statkiem był należący do C. Fr. Malmberg, zbudowany w 1872 roku szwedzki żaglowiec „August” o pojemności  346 BRT. W czasie tego samego patrolu UB-30 zatopił jeszcze 5 statków: 23 października szwedzki „Elly” (88 BRT), a 24 października cztery rosyjskie „Elin” (127 BRT), „Ingersoll” (239 BRT), „Jenny Lind” (53 BRT), „Urpo” (111 BRT). 23 lutego 1917 roku okręt został przydzielony do Flotylli Flandria. 8 sierpnia 1917 roku kolejnym dowódcą okrętu mianowano Wilhelma Rheina. Pierwszym zatopionym przez UB-30 statkiem pod nowym dowództwem był brytyjski parowiec "Vernon" o pojemności 982 BRT. Statek płynął z ładunkiem węgla do Londynu.
26 września 1916 roku 17 mil na południowy wschód od Flamborough Head, przylądka pomiędzy Filey a Bridlington, UB-30 storpedował i zatopił francuski parowiec „S. N. A. 3” o pojemności 1709 BRT. Należący do Soc. Nationale d’Affrètements z Hawru, zbudowany w 1915 roku statek, płynął z ładunkiem węgla z West Harton w Newcastle upon Tyne do Rouen.
Największym zatopionym przez UB-30 statkiem był zbudowany w 1897 roku w Workman, Clark & Co., Ltd. z Belfastu brytyjski parowiec „Glenarm Head” o pojemności 3908 BRT. Płynący z Southampton do Boulogne z ładunkiem amunicji statek został zatopiony 5 mil od Brighton.
5 marca 1918 roku na południe od Wight UB-30 storpedował brytyjski statek parowy „Clan Mackenzie” o pojemności 6544 BRT.  Statek zbudowany w 1917 roku w Northumberland Shipbuilding Co. Ltd., Howdon, płynął z ładunkiem kredy z Londynu do Plymouth. W wyniku ataku statek został uszkodzony, a śmierć poniosło 6 marynarzy.
22 kwietnia 1918 roku nowym dowódcą został Oberleutnant zur See Rudolf Stier. Pierwszym zatopionym pod dowództwem Stiera statkiem był brytyjski parowiec „Norfolk Coast” o pojemności 782 BRT. 18 czerwca statek został  zatopiony 23 mile na południowy wschód od Flamborough Head.
13 sierpnia 1918 roku, trzy mile od Whitby, UB-30 został zatopiony przez brytyjski trawler John Gillmann. Nikt z załogi nie przeżył.
W czasie swojej służby UB-30 odbył 19 patroli, zatopił 18 statków nieprzyjaciela o łącznej pojemności 19 650 BRT, uszkodził 2 statki o łącznej pojemności 12 007 BRT.